# Landos
Landos [lɑ̃dɔs] est une commune française située dans le département de la Haute-Loire, en région Auvergne-Rhône-Alpes.

## Géographie

### Localisation
La commune de Landos se trouve dans le département de la Haute-Loire, en région Auvergne-Rhône-Alpes. Situé à 1 100 mètres d'altitude, au sud de la Haute-Loire, dans le « midi de l'Auvergne », Landos est un village d'un peu plus de 900 habitants avec les 10 villages qui composent la commune.
Autour de Landos, à quelques kilomètres, se trouve le lac du Bouchet, les bourgs d'Arlempdes et de Pradelles classés parmi les plus beaux villages de France mais aussi la ville du Puy-en-Velay.
Elle se situe à 29 km par la route du Puy-en-Velay, préfecture du département, et à 21 km de Cussac-sur-Loire, bureau centralisateur du canton du Velay volcanique dont dépend la commune depuis 2015 pour les élections départementales.
Les communes les plus proches sont : 
Rauret (4,3 km), Barges (5,0 km), Saint-Haon (5,8 km), Costaros (6,0 km), Le Bouchet-Saint-Nicolas (6,3 km), Saint-Étienne-du-Vigan (7,0 km), Saint-Arcons-de-Barges (7,2 km), Saint-Paul-de-Tartas (7,3 km).
| Le Bouchet-Saint-Nicolas | Costaros               | Arlempdes            |
| Saint-Haon               | Landos                 | Barges               |
| Rauret                   | Saint-Étienne-du-Vigan | Saint-Paul-de-Tartas |

### Climat
Pour des articles plus généraux, voir Climat d'Auvergne-Rhône-Alpes et Climat de la Haute-Loire.
En 2010, le climat de la commune est de type climat de montagne, selon une étude du Centre national de la recherche scientifique s'appuyant sur une série de données couvrant la période 1971-2000. En 2020, Météo-France publie une typologie des climats de la France métropolitaine dans laquelle la commune est exposée à un climat de montagne ou de marges de montagne et est dans la région climatique Sud-est du Massif Central, caractérisée par une pluviométrie annuelle de 1 000 à 1 500 mm, minimale en été, maximale en automne.
Pour la période 1971-2000, la température annuelle moyenne est de 7 °C, avec une amplitude thermique annuelle de 15,7 °C. Le cumul annuel moyen de précipitations est de 874 mm, avec 9,8 jours de précipitations en janvier et 6,6 jours en juillet. Pour la période 1991-2020, la température moyenne annuelle observée sur la station météorologique installée sur la commune est de 7,4 °C et le cumul annuel moyen de précipitations est de 799,0 mm,. Pour l'avenir, les paramètres climatiques de la commune estimés pour 2050 selon différents scénarios d'émission de gaz à effet de serre sont consultables sur un site dédié publié par Météo-France en novembre 2022.
| Mois                                  | jan.             | fév.           | mars           | avril          | mai           | juin          | jui.           | août          | sep.            | oct.          | nov.           | déc.           | année      |
| ------------------------------------- | ---------------- | -------------- | -------------- | -------------- | ------------- | ------------- | -------------- | ------------- | --------------- | ------------- | -------------- | -------------- | ---------- |
| Température minimale moyenne (°C)     | −3,4             | −3,4           | −1             | 1,2            | 4,8           | 8,3           | 10,2           | 10,2          | 7,1             | 4,5           | 0,3            | −2,3           | 3          |
| Température moyenne (°C)              | −0,3             | 0,1            | 3,3            | 6              | 9,8           | 13,6          | 16             | 16            | 12,1            | 8,4           | 3,5            | 0,7            | 7,4        |
| Température maximale moyenne (°C)     | 2,9              | 3,6            | 7,7            | 10,7           | 14,7          | 18,9          | 21,8           | 21,8          | 17              | 12,3          | 6,7            | 3,8            | 11,8       |
| Record de froid (°C) date du record   | −19,5 05.01.1995 | −20,9 05.02.12 | −21,6 01.03.05 | −10,7 08.04.03 | −5,9 01.05.04 | −0,6 04.06.01 | 2,3 03.07.1996 | 1 30.08.1993  | −2,6 30.09.1995 | −9,4 26.10.03 | −12,4 28.11.13 | −18,6 16.12.01 | −21,6 2005 |
| Record de chaleur (°C) date du record | 18,2 20.01.08    | 18,6 26.02.19  | 20,7 17.03.04  | 22,8 30.04.05  | 28,7 22.05.22 | 33,4 27.06.19 | 34,3 07.07.15  | 34,2 23.08.23 | 28,5 10.09.23   | 26,9 08.10.23 | 19,9 02.11.20  | 18,8 02.12.15  | 34,3 2015  |
| Ensoleillement (h)                    | 956              | 1 198          | 1 694          | 1 831          | 1 967         | 2 445         | 2 732          |               | 1 952           | 129           | 878            | 912            |            |
| Précipitations (mm)                   | 42,5             | 30,2           | 35,6           | 71             | 90,9          | 86,3          | 68,3           | 71,9          | 81,9            | 85,4          | 88             | 47             | 799        |

### Voies de communication et transports
Le bourg de Landos est traversé par l'ancienne route nationale 88 devenue route départementale 88. L'actuelle nationale passe par le lieu-dit la Sauvetat.
Le bourg est à la croisée d'importants sentiers de grande randonnées : le chemin de Stevenson (GR70), le chemin de Régordane (GR700), le GR470 (gorges de l'Allier) et le GR40 (tour des volcans du Velay).
L'ancienne ligne de chemin de fer du Puy à Langogne traverse la commune. Elle est aujourd'hui utilisée par un vélorail, dont son terminus est situé à l'entrée sud du bourg.

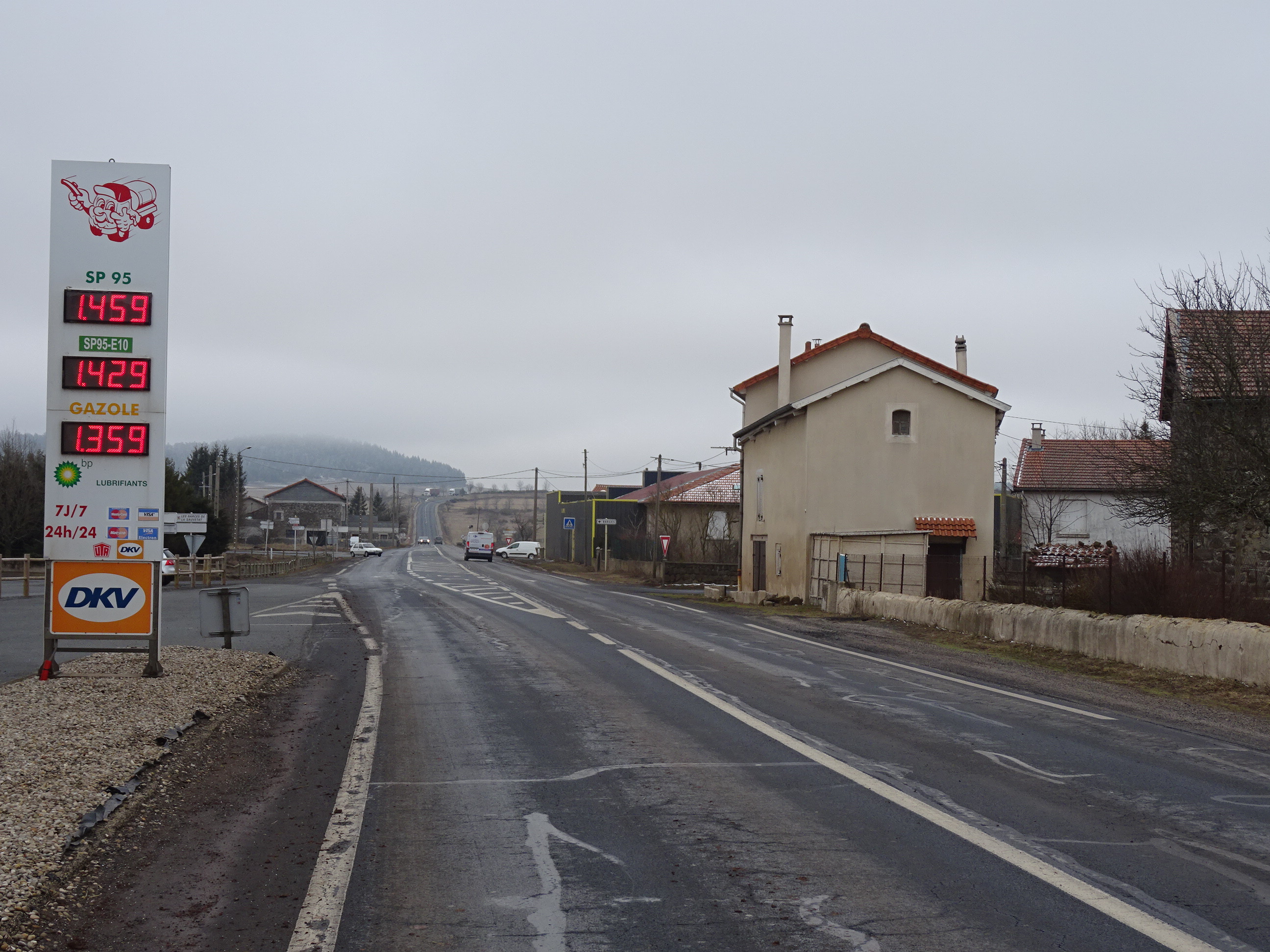
La RN 88 à la Sauvetat
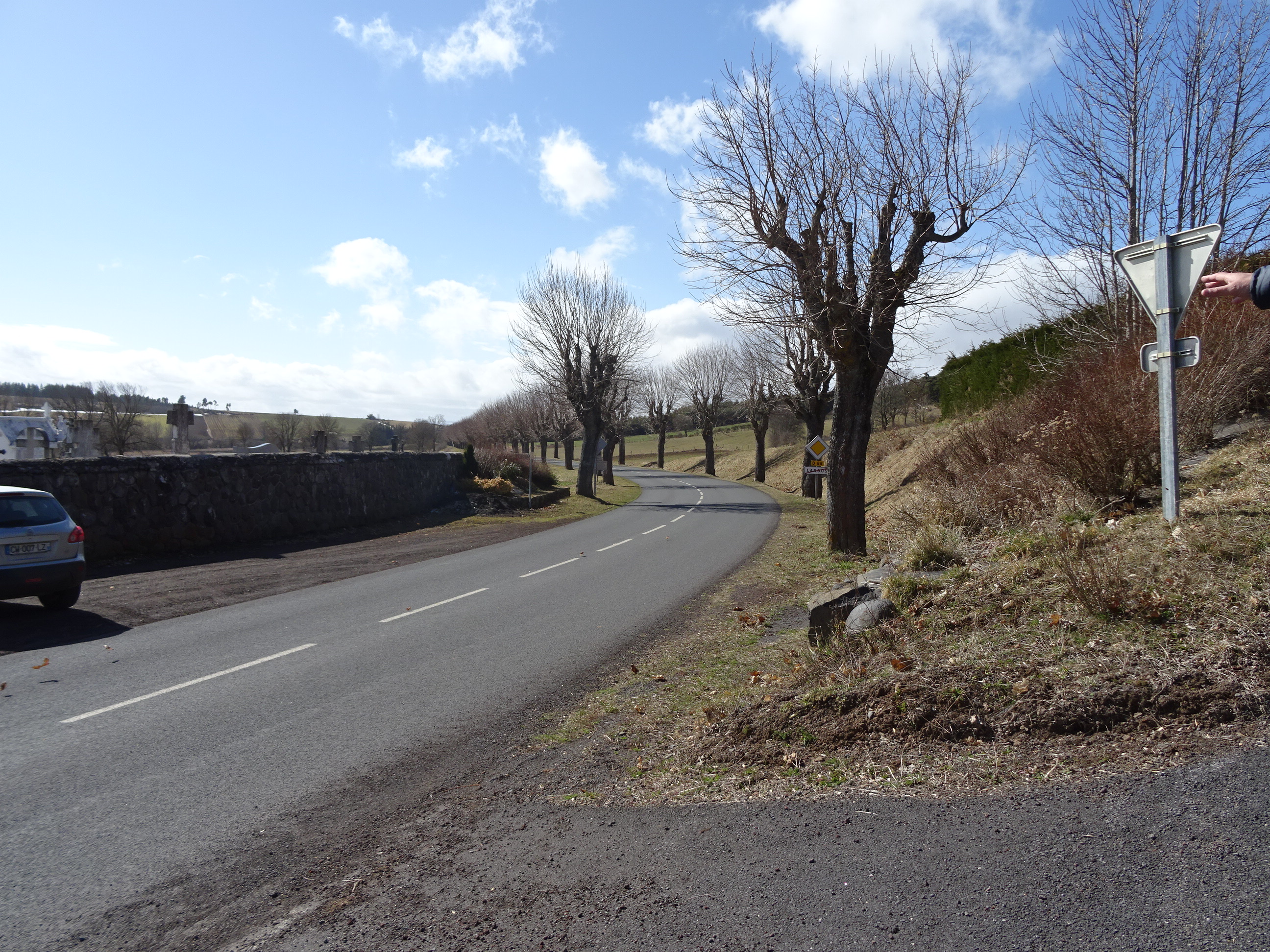
La RD 88 en sortie ouest du bourg
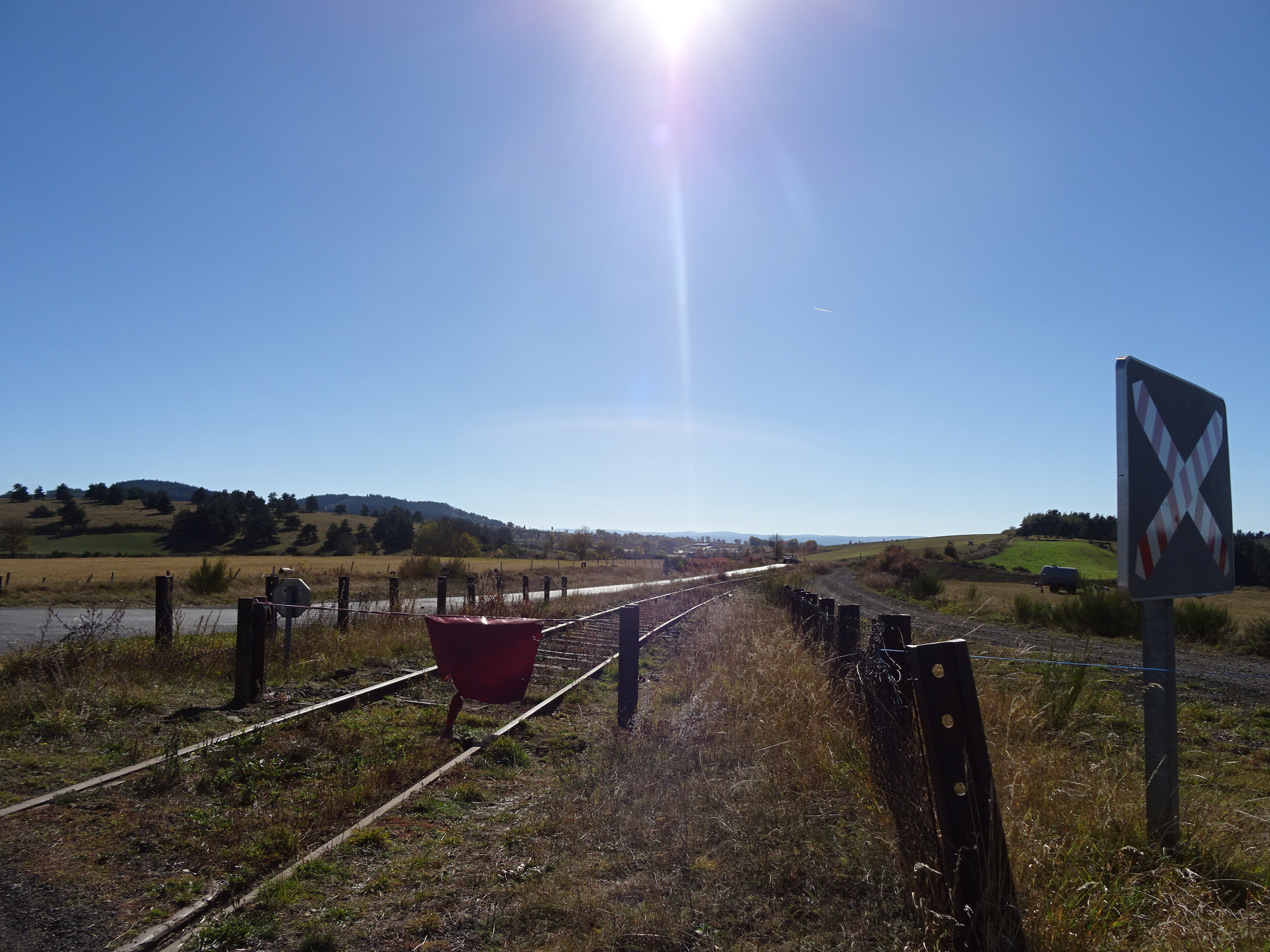
La fin du vélorail sur la ligne du Puy à Langogne

## Urbanisme

### Typologie
Au 1er janvier 2024, Landos est catégorisée commune rurale à habitat dispersé, selon la nouvelle grille communale de densité à sept niveaux définie par l'Insee en 2022.
Elle est située hors unité urbaine et hors attraction des villes,.

### Occupation des sols
L'occupation des sols de la commune, telle qu'elle ressort de la base de données européenne d’occupation biophysique des sols Corine Land Cover (CLC), est marquée par l'importance des territoires agricoles (86,8 % en 2018), une proportion sensiblement équivalente à celle de 1990 (87,1 %). La répartition détaillée en 2018 est la suivante : 
prairies (39,2 %), zones agricoles hétérogènes (34,3 %), terres arables (13,3 %), forêts (8,4 %), milieux à végétation arbustive et/ou herbacée (3,4 %), zones urbanisées (1,4 %). L'évolution de l’occupation des sols de la commune et de ses infrastructures peut être observée sur les différentes représentations cartographiques du territoire : la carte de Cassini (XVIIIe siècle), la carte d'état-major (1820-1866) et les cartes ou photos aériennes de l'IGN pour la période actuelle (1950 à aujourd'hui).

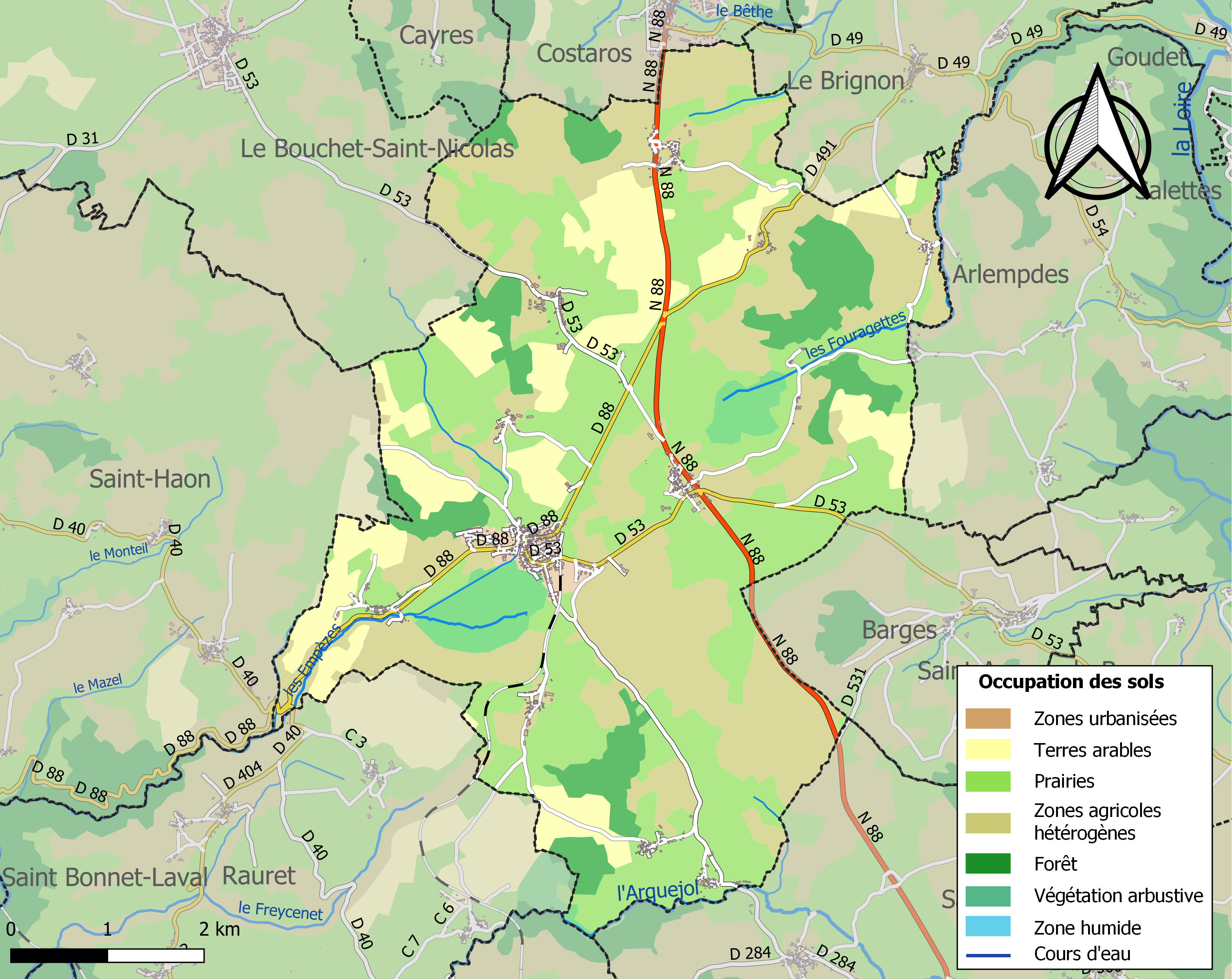
Carte des infrastructures et de l'occupation des sols de la commune en 2018 (CLC).

### Habitat et logement
En 2018, le nombre total de logements dans la commune était de 678, alors qu'il était de 665 en 2013 et de 639 en 2008.
Parmi ces logements, 63 % étaient des résidences principales, 24,9 % des résidences secondaires et 12,2 % des logements vacants. Ces logements étaient pour 88,9 % d'entre eux des maisons individuelles et pour 10,9 % des appartements.
Le tableau ci-dessous présente la typologie des logements à Landos en 2018 en comparaison avec celle de la Haute-Loire et de la France entière. Une caractéristique marquante du parc de logements est ainsi une proportion de résidences secondaires et logements occasionnels (24,9 %) supérieure à celle du département (16,1 %) et à celle de la France entière (9,7 %). Concernant le statut d'occupation de ces logements, 75,8 % des habitants de la commune sont propriétaires de leur logement (77,7 % en 2013), contre 70 % pour la Haute-Loire et 57,5 pour la France entière.
| Typologie                                               | Landos | Haute-Loire | France entière |
| ------------------------------------------------------- | ------ | ----------- | -------------- |
| Résidences principales (en %)                           | 63     | 71,5        | 82,1           |
| Résidences secondaires et logements occasionnels (en %) | 24,9   | 16,1        | 9,7            |
| Logements vacants (en %)                                | 12,2   | 12,4        | 8,2            |

## Toponymie
Le nom de la localité est attesté sous les formes bandons en 1119, Landos en 1179.

## Histoire
La localité est issue des villages d'Amargiers, attesté sous les formes Terra domus de Boscheto quam tenent Amargerii en 1256, mais aussi Amalgerii en 1311 et de Malzieu dont les formes anciennes sont terra del Melzeu 1252, de Melzevio 1374, lo Melzieu 1377, Melzeius 1387, le Malsiou 1506, le Malzieu.
En 1965, la commune absorbe celle voisine de La Sauvetat peuplée de 161 habitants,,.

## Politique et administration

### Découpage territorial
La commune de Landos est membre de la communauté de communes des Pays de Cayres et de Pradelles, un établissement public de coopération intercommunale (EPCI) à fiscalité propre créé le 31 décembre 2000 dont le siège est à Costaros. Ce dernier est par ailleurs membre d'autres groupements intercommunaux.
Sur le plan administratif, elle est rattachée à l'arrondissement du Puy-en-Velay, au département de la Haute-Loire, en tant que circonscription administrative de l'État, et à la région Auvergne-Rhône-Alpes.
Sur le plan électoral, elle dépend du canton du Velay volcanique pour l'élection des conseillers départementaux, depuis le redécoupage cantonal de 2014 entré en vigueur en 2015, et de la deuxième circonscription de la Haute-Loire pour les élections législatives, depuis le redécoupage électoral de 1986.

### Liste des maires
| Période                                  | Période  | Identité           | Étiquette | Qualité                                               |
| ---------------------------------------- | -------- | ------------------ | --------- | ----------------------------------------------------- |
| Les données manquantes sont à compléter. |          |                    |           |                                                       |
| mars 2001                                | En cours | Jean-Louis Reynaud | DVD       | Conseiller général du canton de Pradelles (2011-2015) |

## Population et société

### Démographie

#### Évolution démographique
L'évolution du nombre d'habitants est connue à travers les recensements de la population effectués dans la commune depuis 1793. Pour les communes de moins de 10 000 habitants, une enquête de recensement portant sur toute la population est réalisée tous les cinq ans, les populations de référence des années intermédiaires étant quant à elles estimées par interpolation ou extrapolation. Pour la commune, le premier recensement exhaustif entrant dans le cadre du nouveau dispositif a été réalisé en 2005.

En 2022, la commune comptait 869 habitants, en évolution de −2,69 % par rapport à 2016 (Haute-Loire : +0,36 %, France hors Mayotte : +2,11 %).
| 1793 | 1800 | 1806 | 1821 | 1831 | 1836 | 1841 | 1846 | 1851 |
| ---- | ---- | ---- | ---- | ---- | ---- | ---- | ---- | ---- |
| 809  | 847  | 917  | 874  | 896  | 989  | 960  | 893  | 998  |

| 1856  | 1861  | 1866  | 1872  | 1876  | 1881  | 1886  | 1891  | 1896  |
| ----- | ----- | ----- | ----- | ----- | ----- | ----- | ----- | ----- |
| 1 031 | 1 042 | 1 058 | 1 067 | 1 149 | 1 130 | 1 320 | 1 274 | 1 344 |

| 1901  | 1906  | 1911  | 1921  | 1926  | 1931  | 1936  | 1946  | 1954  |
| ----- | ----- | ----- | ----- | ----- | ----- | ----- | ----- | ----- |
| 1 339 | 1 562 | 1 518 | 1 426 | 1 360 | 1 365 | 1 321 | 1 126 | 1 125 |

| 1962  | 1968  | 1975  | 1982  | 1990  | 1999 | 2005 | 2006 | 2010 |
| ----- | ----- | ----- | ----- | ----- | ---- | ---- | ---- | ---- |
| 1 098 | 1 205 | 1 147 | 1 064 | 1 006 | 901  | 885  | 882  | 932  |

| 2015 | 2020 | 2022 | - | - | - | - | - | - |
| ---- | ---- | ---- | - | - | - | - | - | - |
| 898  | 872  | 869  | - | - | - | - | - | - |

#### Pyramide des âges
La population de la commune est relativement âgée.
En 2018, le taux de personnes d'un âge inférieur à 30 ans s'élève à 29,8 %, soit en dessous de la moyenne départementale (31 %). À l'inverse, le taux de personnes d'âge supérieur à 60 ans est de 37 % la même année, alors qu'il est de 31,1 % au niveau départemental.
En 2018, la commune comptait 453 hommes pour 432 femmes, soit un taux de 51,19 % d'hommes, largement supérieur au taux départemental (49,13 %).
Les pyramides des âges de la commune et du département s'établissent comme suit.
| Hommes | Classe d’âge | Femmes |
| ------ | ------------ | ------ |
| 0,4    | 90 ou +      | 1,4    |
| 10,1   | 75-89 ans    | 13,1   |
| 23,8   | 60-74 ans    | 25,4   |
| 18,8   | 45-59 ans    | 16,4   |
| 14,8   | 30-44 ans    | 16,2   |
| 14,1   | 15-29 ans    | 10,3   |
| 17,9   | 0-14 ans     | 17,1   |

| Hommes | Classe d’âge | Femmes |
| ------ | ------------ | ------ |
| 0,9    | 90 ou +      | 2,5    |
| 8,4    | 75-89 ans    | 11,7   |
| 20,4   | 60-74 ans    | 20,5   |
| 21,3   | 45-59 ans    | 20,3   |
| 16,8   | 30-44 ans    | 16,3   |
| 15,2   | 15-29 ans    | 13,2   |
| 17     | 0-14 ans     | 15,6   |

### Enseignement

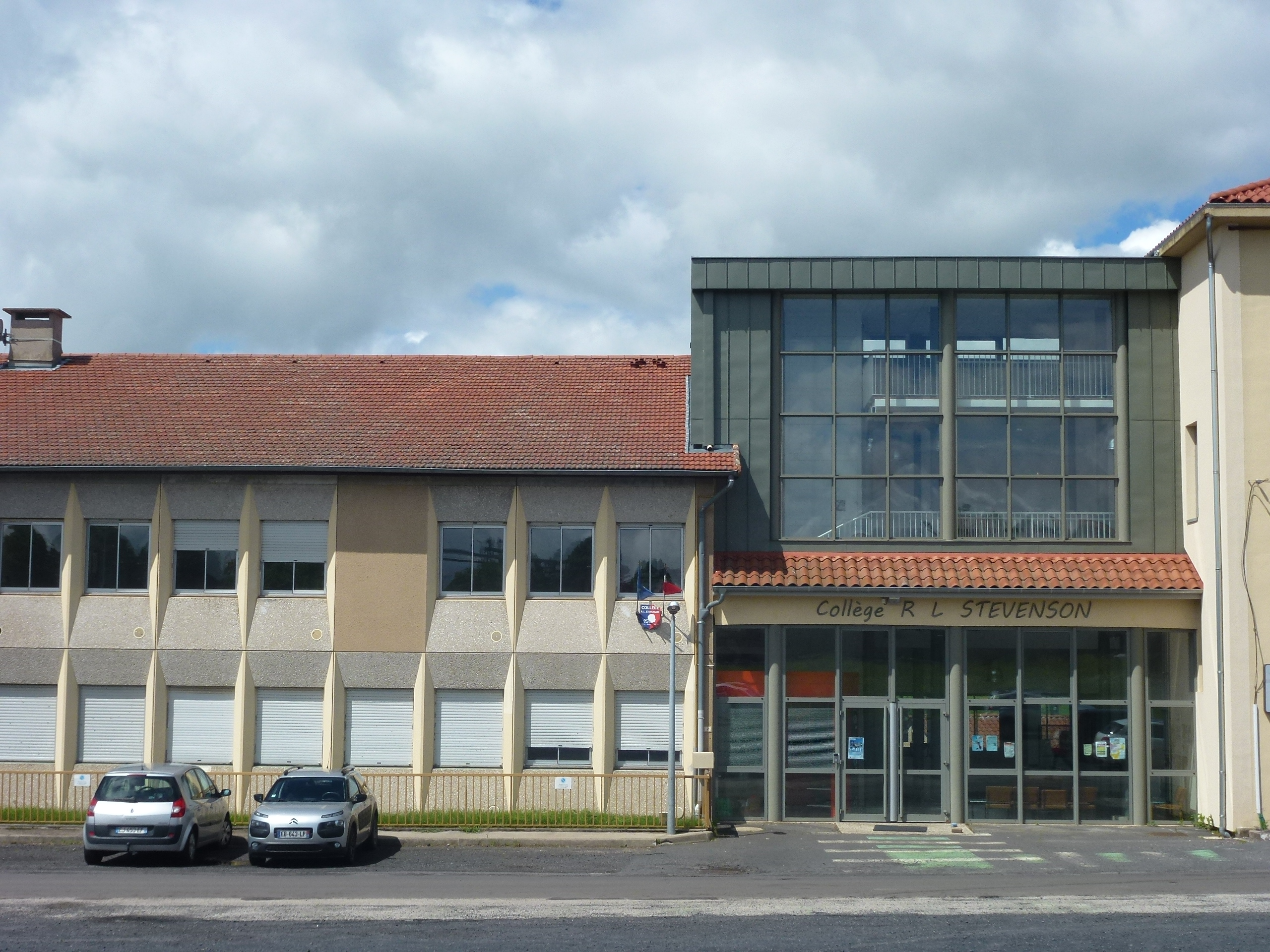
Le collège Stevenson

- Le collège StevensonÉcole élémentaire d'environ 110 élèves, inauguré en 2010[26].
- Collège Robert Louis Stevenson, accueillant environ 152 élèves[27].

### Manifestations culturelles et festivités
- Mars : festival de poésie Terroir en Rimes, organisé sur la communauté de communes.
- Fin juillet : fête votive

## Économie

### Revenus
En 2018, la commune compte 404 ménages fiscaux, regroupant 803 personnes. La médiane du revenu disponible par unité de consommation est de 18 270 € (20 800 € dans le département).

### Emploi
| Division       | 2008  | 2013  | 2018  |
| -------------- | ----- | ----- | ----- |
| Commune        | 5,8 % | 7,7 % | 6,2 % |
| Département    | 6,3 % | 7,7 % | 7,7 % |
| France entière | 8,3 % | 10 %  | 10 %  |

En 2018, la population âgée de 15 à 64 ans s'élève à 475 personnes, parmi lesquelles on compte 75,4 % d'actifs (69,2 % ayant un emploi et 6,2 % de chômeurs) et 24,6 % d'inactifs,. Depuis 2008, le taux de chômage communal (au sens du recensement) des 15-64 ans est inférieur à celui de la France et du département.
La commune est hors attraction des villes,. Elle compte 273 emplois en 2018, contre 275 en 2013 et 317 en 2008. Le nombre d'actifs ayant un emploi résidant dans la commune est de 336, soit un indicateur de concentration d'emploi de 81,2 % et un taux d'activité parmi les 15 ans ou plus de 50,2 %.
Sur ces 336 actifs de 15 ans ou plus ayant un emploi, 146 travaillent dans la commune, soit 44 % des habitants. Pour se rendre au travail, 75,2 % des habitants utilisent un véhicule personnel ou de fonction à quatre roues, 0,9 % les transports en commun, 11,5 % s'y rendent en deux-roues, à vélo ou à pied et 12,4 % n'ont pas besoin de transport (travail au domicile).

## Culture locale et patrimoine

### Lieux et monuments
Au bourg de Landos :

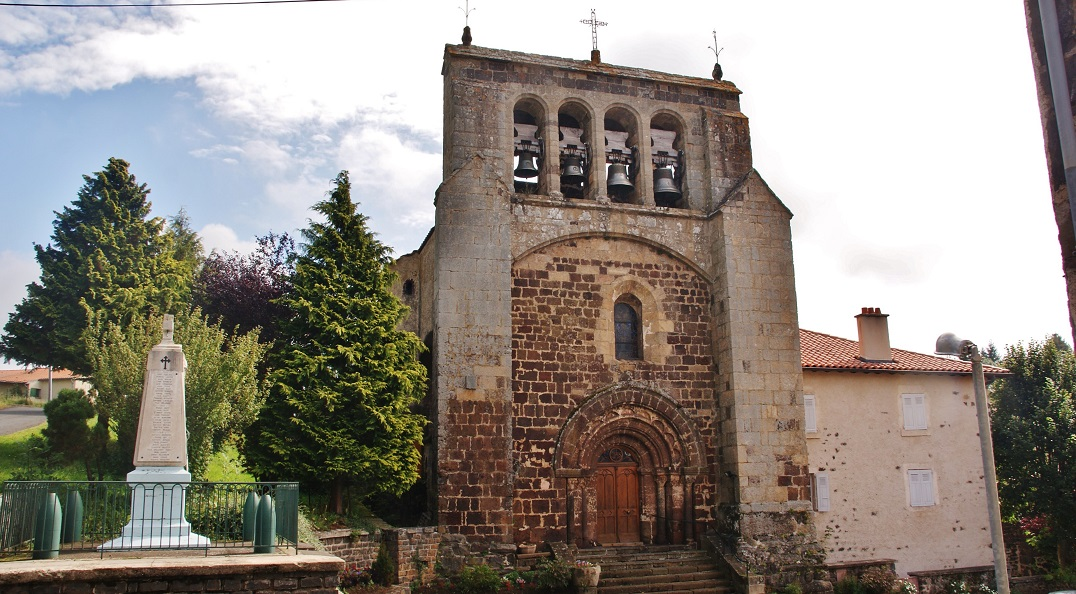
L'église Saint-Félix

- L'église romane Saint-Félix, du XIIe siècle.
- Le petit Pont de la Castier, restauré en 1989.
- Le four banal du bourg.

Dans les hameaux (villages) de la commune :
- Les narces de la Sauvetat[28]
- Le lavoir à Bargettes
- Le lavoir à Pratclaux

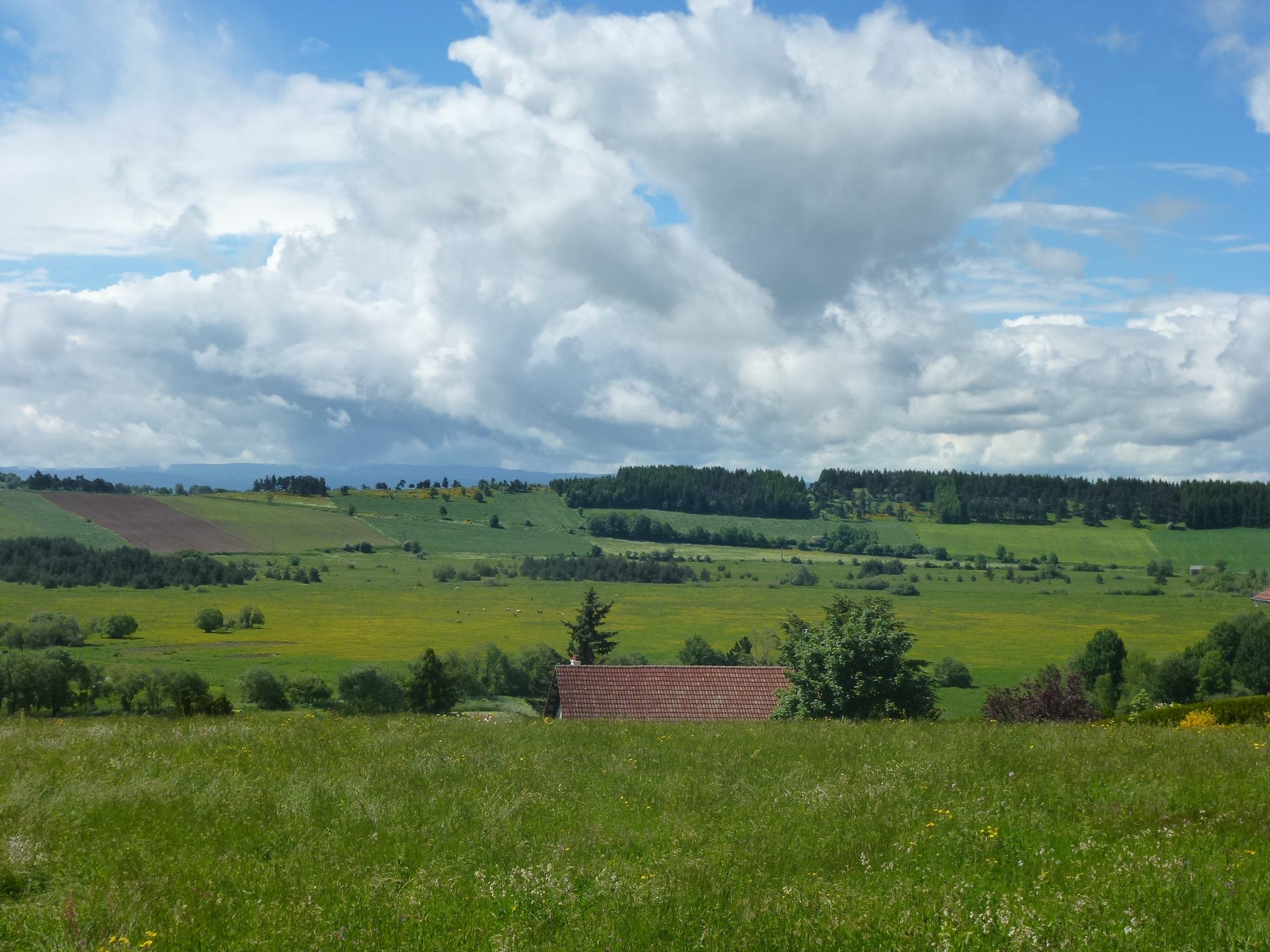
Les Narces

- La fontaine et le puits au Cros du Pouget
- le four des Templiers à la Sauvetat
- Le four à Fourches
- Les calvaires à la Mouteyre (croix de Justice) et le Malzieu
- Le four banal et la fontaine à Charbonnier

### Jumelage
La commune est jumelée à Guengat (Finistère) depuis 1998.